# Callopistria trilineata
Callopistria trilineata är en fjärilsart som beskrevs av Walker 1862. Callopistria trilineata ingår i släktet Callopistria och familjen nattflyn. Inga underarter finns listade i Catalogue of Life.